# H.W. Child House
La H.W. Child House – aussi appelée Child Residence ou Executive House – est une maison américaine à Mammoth, dans le comté de Park, dans le Wyoming. Protégée au sein du parc national de Yellowstone, cette bâtisse dessinée par Robert Reamer dans le style Prairie School a été construite en 1907 pour Harry W. Child. C'est une propriété contributrice au district historique de Mammoth Hot Springs, un district historique inscrit au Registre national des lieux historiques depuis le 20 mars 2002.